# Begonia acutiloba
Begonia acutiloba es una especie de planta de la familia Begoniaceae. Esta begonia es originaria de México (Oaxaca, Chiapas) a Guatemala. La especie pertenece a la sección Weilbachia; fue descrita en 1852 por el botánico danés Frederik Michael Liebmann (1813-1856). El epíteto específico es acutiloba que significa «lóbulos muy puntiagudos», en referencia a la forma de las hojas.

## Sinonimia
- Knesebeckia acutiloba (Liebm.) Klotzsch[2]